# Sývota (Leucade)
Sývota, en grec moderne : Σύβοτα, est un village du dème de Leucade, district régional de Leucade, en Grèce.
Selon le recensement de 2011, la population du village compte 84 habitants.